# David Morales
David Morales, ameriški house producent in DJ, * 21. avgust, 1961, Brooklyn, New York, ZDA.
Morales je leta 1998 dobil grammya v kategoriji Remixer leta.

## Diskografija

### Albumi
- 1993: The Program
- 2004: 2 Worlds Collide

### Mix kompilacije
- 1994: United DJs of America, Vol. 4
- 1997: Ministry of Sound: Sessions Seven
- 2003: Mix The Vibe: Past-Present-Future

### Singli

#### David Morales
- 2001 »Winners«, z Jocelyn Brown
- 2003 »Make It Hot«, z DJ Pierrom
- 2004 »How Would U Feel«, z Leo-Lorién
- 2005 »Feels Good«, z Angelo Hunte
- 2005 »Here I Am«, s Tamro Keenan
- 2006 »Better That U Leave«, z Leo-Lorién
- 2006 »How Would U Feel '06«, z Leo-Lorién

#### The Bad Yard Club
pri vseh pesmih sodelujeta Sly Dunbar in Handel Tucker
- 1993 »Forever Luv«, with Anastacia
- 1993 »Gimme Luv (Eenie Meeny Miny Mo)«, s Papa San
- 1993 »Sunshine«, s Stanryck
- 1993 »The Program«, s Papa San
- 1994 »In De Ghetto«, z Delto Bennett
- 1996 »In De Ghetto '96«, z Crystal Waters in Delto Bennett

#### Pod drugimi psevdonimi
- 1987 »Do It Properly«, kot 2 Puerto Ricans, a Blackman and a Dominican, sodelujejo Ralphi Rosario in Clivilles & Cole
- 1989 »Scandalous«, kot 2 Puerto Ricans, a Blackman and a Dominican, sodelujejo Ralphi Rosario in Clivilles & Cole
- 1994 »Congo«, kot The Boss
- 1995 »Philadelphia«, kot Brooklyn Friends
- 1998 »Needin' U«, kot David Morales presents The Face
- 2000 »Higher«, kot Moca, sodelujeta Albert Cabrera in Deanna Della Cioppa
- 2001 »Needin' U II«, kot David Morales presents The Face, z Juliet Roberts
- 2002 »Siren Of Love«, kot 928
- 2006 »Play«, kot Brooklyn Friends
- 2006 »Keep It Coming«, kot The Face, z Nicki Richards